# Финт (роман)
Финт (англ. Dodger) – роман английского писателя Терри Пратчетта в жанре «исторического фэнтези».
Прототип главного героя – Ловкий Плут (Джек «Доджер» Доукинс) из романа Ч. Диккенса «Приключения Оливера Твиста».
Книга была выпущена 13 сентября 2012 года в Великобритании.
В 2015 году издательство «Эксмо» выпустило российское издание книги в чёрном переплете с иллюстрацией А. Дубовика. Над переводом работала С. Лихачева.

## Сюжет
Действие разворачивается в Лондоне викторианской эпохи. Главный герой – тошер (англ. tosher) и жох по прозвищу Финт, – однажды ночью спасает девушку от двух преследователей и с этого момента начинаются его приключения. Финт оказывается втянут в политическую интригу государственного масштаба, благодаря чему знакомится с самыми влиятельными людьми Англии того времени, становится героем дня и даже попадает на аудиенцию к Её величеству королеве Виктории. Все это происходит из-за тайны, связанной с именем и происхождением спасенной незнакомки.
Раненой девушке помогают проходившие Чарли Диккенс и Генри Мэйхью. Джентльмены в сопровождении Финта отвозят её в дом мистера Мэйхью. Осмотревший её раны врач приходит к выводу, что за время побоев она потеряла ребёнка.
Девушка остается в доме мистера Мэйхью под присмотром его супруги. Для удобства она дает ей имя Симплисити, так как происхождение героини пока остается для всех тайной. Между Симплисити и Финтом растет привязанность, поэтому юный тошер начинает рыскать по улицам в поисках информации о карете, из которой она пыталась сбежать. В течение последующих дней, Финт предотвращает попытку ограбления в главном офисе «Морнинг Кроникл», куда приходит на встречу с Чарли, обезоруживает демона-парикмахера Суини Тодда, придя к нему привести себя в порядок перед встречей с Симплисити, и совершает другие «геройства», сделавшие его знаменитостью среди жадной до сенсаций лондонской публики. Подобное чрезмерное внимание к его скромной персоне значительно осложняет поиски врагов Симплисити, а её саму вынуждает сменить место пребывания. По совету Чарли, она переезжает в дом одной из самых влиятельных дам того времени – Анджелы Бердетт-Куттс.
Благодаря деятельности Финта и Чарли, а также из слов самой Симплисити, герои узнают, что девушка тайно вышла замуж за принца одного из немецких государств и, тем самым, стала препятствием для планируемого его семьей политического брака. В его семье было решено уничтожить все доказательства незаконного брака, в том числе и саму Симплисити – викарий и два свидетеля свадьбы к моменту происходящих событий уже были убиты.
Политическая составляющая дела, наряду с новым статусом Финта, приводит к тому, что в скором времени он знакомится с одними из важнейших политиков империи, такими как Бенджамин Дизраэли и Роберт Пиль. Он узнает, что семья мужа Симплисити оказывает давление на британское правительство, чтобы вернуть её, и что правительство не может прямо отказаться от этого требования. Кроме того, таинственный убийца, Аноним, по слухам, охотится за Финтом и Симплисити.
Финт решает ради спасения Симплисити инсценировать её смерть. С помощью переодевания, уловок и прочих хитростей, он находит тело несчастной самоубийцы, очень похожей на Симплисити, переносит его в канализацию и готовит необходимые декорации для разыгрываемого действа, которое должно произойти во время экскурсии в канализацию Лондона, устроенной Финтом для Дизраэли и Диккенса. План почти сорван, когда появляется Аноним. Однако, с помощью Симплисити, Финту удается победить убийцу и разыграть трагедию до конца. После всего случившегося, двое молодых влюбленных скрываются некоторое время в Сомерсете, а затем возвращаются в Лондон, где Финта приглашают на аудиенцию к королеве Виктории. Ему предлагают работать на правительство в качестве шпиона. Без долгих колебаний Финт принимает это предложение и получает титул – теперь его зовут сэр Джек Финт.

## Персонажи
- Финт, семнадцатилетний юноша, живущий в нищих кварталах Лондона. Зарабатывает на жизнь тошерством – рыщет по канализации в поисках потерянных монет и других ценностей. Несмотря на юный возраст, пользуется уважением среди бедняков и жуликов Лондона. В начале истории после смерти самого старого тошера, ему присваивается звание «король тошеров». Настоящее имя Финта «Пипка», которое в конце повествование он меняет на имя «Джек».
- Симплисити, таинственная незнакомка, спасенная Финтом в начале повествования. Предполагается, что она знатного происхождения и была замужем за принцем одного из немецких государств. После ряда случаев домашнего насилия, она сбегает в Англию, преследуемая отцом своего мужа. Все это побуждает Финта попытаться спасти её. Имя «Симплисити» (от англ. Simplicity «простота») ей дала супруга Генри Мэйхью – её настоящее имя на протяжении всей книги так ни разу не было упомянуто. После того, как Финт инсценировал её мнимую смерть, она взяла себе имя «Серендипити».
- Соломон Коэн, почтенный/пожилой ремесленник, проживающий в Севен-Дайалз (лондонские криминальные трущобы) вместе с Финтом и псом по имени Онан. Соломон является своего рода наставником Финта: отучает от воровства, приводит в порядок его внешность, дает жизненные советы. На протяжении романа несколько раз упоминаются события из прошлого Соломона: побег из России во времена гонений и путешествие по миру после этого. Несмотря на то, что он еврей, его взгляды на многие вещи достаточно вольные: к примеру, он является членом масонской ложи.
- Чарльз Диккенс, писатель и журналист, имеющий обширные сведения об условиях жизни Финта и во всем помогающий ему на протяжении книги.
- Генри Мэйхью, друг Чарли, который (вместе со своей женой) первым дает приют Симплисити и заботится о ней. Как и его друг, Генри очень заинтересован в улучшении жизни нищих Лондона. Роман посвящен книге реального мистера Мэйхью «Рабочие и бедные Лондона[англ.]», написанную им для привлечения внимание к бедственному положению низших слоев населения столицы.
- Анджела Бердетт-Куттс – миллионерша-благотворительница, женщина независимых взглядов, она дает приют Симплисити, когда та полностью выздоравливает и, в дальнейшем, принимает живое участие в её судьбе. Её реальному прототипу посвящен роман Ч. Диккенса «Мартин Чезлвит»
- Бенджамин Дизраэли, молодой, подающий надежды политик, друг Чарли. В сюжет введен в качестве члена парламента. Благодаря своему положению он играет важную роль в плане Финта с фальшивой смертью Симплисити.
- Сэр Роберт Пиль, глава полиции Лондона. В честь него в просторечии жители называют полицейских «бобби». Несмотря на его официальное положение, он поддерживает желание Симплисити не возвращаться к своему мужу. По этой причине он даже закрывает глаза на некоторые не слишком законные действия Финта.
- Аноним, разыскиваемый во многих странах Европы убийца, нанятый избавиться от Финта и Симплисити. Долгое время властям не удавалось поймать его, так как, по показаниям свидетелей, Аноним, совершая преступления, каждый раз выглядит, как будто это другой человек. Никто не мог заметить, что каждый раз Анонима сопровождает одна и та же женщина.
- Мистер Тенниел, иллюстратор журнала «Панч», нарисовавший портрет Финта для обложки.
- Суини Тодд, цирюльник с Флит-стрит, участвовавший в Наполеоновских войнах. Страдая от ПТСР, ему кажется, что его клиенты – это солдаты, которых он не мог спасти на войне, возвращаются к жизни. Терзаемый ужасом, он убивает их, не различая где реальность, а где призраки прошлого. Когда к нему в цирюльню приходит Финт, Тодд пытается убить и его, но герой обезоруживает брадобрея, благодаря чему становится знаменитостью. Однако, в отличие от других горожан, Финт понимает, что Суини Тодд жертва, а не убийца, поэтому отдает свое вознаграждение на достойное содержание бывшего парикмахера в сумасшедшем доме Бедлам и навещает его там, дабы убедиться, что его вклад используется по назначению.
- Джозеф Базэлджетт, инженер-строитель, которого Финт вместе с Чарли Диккенсом ведет на экскурсию по лондонской канализации.

## Интересные факты
Согласно послесловию автора, действие романа разворачивается в первой четверти правления королевы Виктории, между 1837 и 1853 годами. Для этого Терри Пратчетт намеренно изменил исторические факты, чтобы все персонажи оказались в одном и том же периоде истории. К примеру, сэр Роберт Пиль представлен в качестве министра внутренних дел Великобритании, хотя этот пост занимал он при Вильгельме IV, предшественнике королевы Виктории.

## Сиквел
В ноябре 2013 года в печать вышел «Dodger’s Guide to London» Терри Пратчетта. Русскоязычного перевода книги пока нет.